# Елісабета Лазер
Елісабета Лазер (22 серпня 1950) — румунська академічна веслувальниця.
Бронзова призерка Олімпійських Ігор 1976 року в складі парної четвірки.
Срібна призерка Чемпіонату світу 1974 року в складі парної четвірки.
Чемпіонка Європи 1970, 1971 років у складі парної четвірки, срібна призерка 1973 року в складі парної четвірки.